# Amischa decipiens
Amischa decipiens är en skalbaggsart som först beskrevs av Sharp 1869.  Amischa decipiens ingår i släktet Amischa, och familjen kortvingar. Arten är reproducerande i Sverige.